# Юджийн Скот (тенисист)
Юджийн Скот (на английски: Eugene „Gene“ Lytton Scott) е американски тенисист, журналист, адвокат и издател.
Най-високото му класиране в световната ранглиста е № 4 през 1963 г. като аматьор.
Завършва право през 1965 г. в университета във Вирджиния (Virginia School of Law). През периода 1966-1968 г. работи като адвокат на Уолстрийт.
Той е един от коментаторите, отразяващи двубоя между Били Джийн Кинг и Боби Ригс през 1973 г., наречен от медиите „Битката на половете“ ("Battle of the Sexes"), където Кинг побеждава с резултат 6-4, 6-3, 6-3 пред погледите на 40 милиона зрители.
През 1974 г. основава списанието „Tennis Week“ (Тенис магазин).
Скот е бил директор на множество турнири, вицепрезидент на Международната тенис зала на славата, член на борда на директорите на Американската тенис асоциация (USTA) и други ръководни постове.
През 2008 г. е включен в Международната тенис зала на славата.